# 156. vestlige længdekreds
Den 156. vestlige længdekreds (eller 156 grader vestlig længde) er en længdekreds, der ligger 156 grader vest for nulmeridianen. Den løber gennem Ishavet, Nordamerika, Stillehavet, det Sydlige Ishav og Antarktis.